# Orapa United FC
Orapa United Football Club w skrócie Orapa United FC – botswański klub piłkarski grający w pierwszej lidze botswańskiej, mający siedzibę w mieście Orapa.

## Sukcesy
- I liga[1]:
  - wicemistrzostwo (1): 2015

- Puchar Botswany[2]:
  - zwycięstwo (2):  2019, 2023

- Mascom Top 8 Cup[2]:
  - zwycięstwo (2):  2016, 2020

## Występy w afrykańskich pucharach
| Sezon     | Rozgrywki           | Runda   | Kraj     | Klub                         | Dom | Wyjazd | Dwumecz      |
| --------- | ------------------- | ------- | -------- | ---------------------------- | --- | ------ | ------------ |
| 2017      | Puchar Konfederacji | wstępna | Eswatini | Mbabane Swallows FC          | 0–1 | 2–3    | 2–4          |
| 2018/2019 | Puchar Konfederacji | wstępna | Angola   | Atlético Petróleos de Luanda | 0–2 | 0–4    | 0–6          |
| 2020/2021 | Puchar Konfederacji | wstępna | Rwanda   | AS Kigali FC                 | 2–1 | 0–1    | 2–2          |
| 2021/2022 | Puchar Konfederacji | wstępna | Gabon    | AS Mangasport                | 0–0 | 0–0    | 0–0 (k. 3–2) |
| 2021/2022 | Puchar Konfederacji | 1       | Kamerun  | Coton Sport FC de Garoua     | 2–1 | 0–1    | 2–2          |

## Stadion
Domowe mecze klub rozgrywa na stadionie o nazwie Itekeng Stadium w Orapie, który może pomieścić 5000 widzów.

## Reprezentanci kraju grający w klubie
Stan na kwiecień 2023.
| - Mbatshi Elias - Bonolo Fraiser - Lesego Galenamotlhale - Gape Gaogangwe - Mothusi Johnson - Kobamelo Kebaikanye - Omaatla Kebatho - Thato Kebue - Lesego Keredilwe - Mpho Kgaswane - Tlamelo Kolagano - Khumoetsile Kufigwa - Patrick Lenyeletse - Gofaone Mabaya - Onkabetse Makgantai - Oabile Makopo - Lesenya Malapela - Olekantse Mambo - Mwampole Masule - Lemogang Maswena - Unobatsha Mbaiwa | - Mokgathi Mokgathi - Lopang Mosige - Obonye Moswate - Patrick Motsepe - Galabgwe Moyana - Gift Moyo - Hendrick Moyo - Lovermore Murirwa - Allen Ndodole - Kemmy Pilato - Jerome Ramatlhakwane - Lesenya Ramoraka - Thato Seagateng - Thabang Sesinyi - Molaodi Tlhalefang - Isaskar Gurirab - Abdallah Hamisi - Lawrence Nduga - Mandlenkosi Sibanda - Mgcini Sibanda |